# Maduravoyal
Maduravoyal (o Maduraivayal) è una suddivisione dell'India, classificata come town panchayat, di 44.127 abitanti, situata nel distretto di Tiruvallur, nello stato federato del Tamil Nadu. In base al numero di abitanti la città rientra nella classe III (da 20.000 a 49.999 persone).

## Geografia fisica
La città è situata a 13° 3' 47 N e 80° 10' 19 E e ha un'altitudine di 15 m s.l.m.

## Società

### Evoluzione demografica
Al censimento del 2001 la popolazione di Maduravoyal assommava a 44.127 persone, delle quali 22.893 maschi e 21.234 femmine. I bambini di età inferiore o uguale ai sei anni assommavano a 5.429, dei quali 2.746 maschi e 2.683 femmine. Infine, coloro che erano in grado di saper almeno leggere e scrivere erano 32.139, dei quali 17.826 maschi e 14.313 femmine.